# Polynesische Sprachen
Die polynesischen Sprachen bilden einen Zweig des Ozeanischen, einer Untergruppe des Malayo-Polynesischen innerhalb der austronesischen Sprachfamilie.
Die insgesamt 36 Sprachen werden von etwa 900.000 Menschen auf den polynesischen Inseln des Pazifiks gesprochen, unter anderem auf Tonga, Niue, Samoa, Wallis, Tuvalu, Futuna, Pukapuka, Tokelau, in Hawaii, den Marquesas, Tahiti, Rarotonga, Neuseeland und der Osterinsel.
Die bedeutendste polynesische Sprache ist das Samoanische mit 430.000 Sprechern, es folgen Tongaisch und Tahitianisch mit jeweils 125.000. Die meisten polynesischen Sprachen werden nur von wenigen Tausend Menschen gesprochen. Von den 310.000 Maori auf Neuseeland sprechen nur noch 60.000 ihre polynesische Sprache als Muttersprache. Die 210.000 indigenen Hawaiier haben ihre polynesische Sprache fast ganz zugunsten des Englischen aufgegeben (nur noch 1.000 Muttersprachler). Eine eigenständige Schrift entwickelten in Polynesien nur die Bewohner der Osterinsel für ihre Sprache Rapanui. Diese Schrift namens Rongorongo konnte bis heute nicht entziffert werden.

## Polynesisch innerhalb des Austronesischen
Mit der Besiedlung Polynesiens vom westlichen Pazifik ausgehend (Beginn etwa 300 n. Chr., Neuseeland wurde erst um 1.200 n. Chr. erreicht) eroberten die Polynesier einen ganz eigenen Raum für sich. Auf den einzelnen Inseln und Inselgruppen entwickelte sich die ursprünglich einheitliche Sprache der Siedler weiter. Es entstand die enge genetische Einheit der polynesischen Sprachen, die trotz der ungeheuren Entfernungen zwischen den Archipelen eine große Ähnlichkeit aufweisen. Gegenüber den anderen austronesischen Sprachen sind sie durch eine weitgehende Vereinfachung der Phonetik und Syntax gekennzeichnet.
Das folgende Diagramm zeigt die Position des Polynesischen innerhalb des Austronesischen. Polynesisch hat sich als eine der letzten Gruppen von den anderen austronesischen Sprachen abgespalten, wie man an seiner entlegenen Position im – hier etwas vereinfachten – Stammbaum erkennt. Vergleichbar ist die Position der Bantu-Sprachen innerhalb des Niger-Kongo.
- Austronesisch
  - Formosa-Gruppe (mehrere genetische Einheiten)
  - Malayo-Polynesisch
    - West-Malayo-Polynesisch (mit Philippinisch, Malaiisch, Javanisch, Sumatranisch, Borneo-Sprachen, Malagasy etc.)
    - Zentral-Ost-Malayo-Polynesisch
      - Zentral-Malayo-Polynesisch
      - Ost-Malayo-Polynesisch
        - Süd-Halmahera – West-Neuguinea – Gruppe
        - Ozeanisch
          - Admiralitäts-Inseln
          - West-Ozeanisch (mit Neuguinea-Sprachen, Meso-Melanesisch)
          - Zentral-Ost-Ozeanisch
            - Südost-Salomonen
            - Santa Cruz
            - Vanuatu (zwei genetische Einheiten)
            - Neukaledonien
            - Loyalitätsinseln
            - Mikronesisch
            - Zentral-Pazifisch
              - Fiji-Rotuma
              - Polynesisch

## Klassifikation und Einzelsprachen
Das Polynesische gliedert sich in die Tonga-Niue-Gruppe, die Samoa-Gruppe und das Ost-Polynesische. Die beiden letzteren werden auch als Nuklear-Polynesisch zusammengefasst.
- Polynesisch
  - Tonga-Niue-Gruppe
    - Tonga (187.000 Sprecher)
    - Niue (5.700)

  - Nuklear-Polynesisch
    - Samoa-Gruppe
      - Samoanisch (510.000)
      - Uvea-Gruppe
        - Wallisianisch (Ost-Uvea) (10.400)
        - Niuafo'ou (500)

      - Ellice-Gruppe
        - Tuvalu (12.000)
        - Kapingamarangi (3.000), Nuguria (550), Nukumanu (700), Nukuoro (860)
        - Ontong Java (2.400), Sikaiana (730), Takuu (1.800)

      - Futuna-Gruppe
        - West-Uvea (Faga-Uvea) (2.200) (Uvea-Atoll der Loyalty-Inseln)
        - Futuna (Ost-Futuna) (6.600), Futuna-Aniwa (1.500)
        - Emae (400), Mele-Fila (3.500), Pilenia (1.700), Rennell (4.400)
        - Tikopia (3.300), Anuta (270)

      - Tokelau (3.500)
      - Pukapuka (2.450) (Cook-Inseln)

    - Ost-Polynesisch
      - Rapanisch (300)
      - Marquesas-Gruppe
        - Hawaiisch (24.000)
        - Mangarevanisch (600)
        - Marquesanisch (8.700) (Varietäten: Nord, Süd)

      - Tahiti-Gruppe
        - Tahitianisch (68.260)
        - Māori (149.000) (Neuseeland)
        - Rarotonga (19.000)
        - Tuamotuisch (6.000), Rakahanga-Manihiki (2.820), Penrhyn (200), Austral (7.200), Moriori (†)

      - Rapanui (2.700) (Osterinsel)

Zur Samoa-Gruppe gehört eine bereits im 19. Jh. ausgestorbene Sprache, die auf der Tonga-Insel Niuatoputapu gesprochen wurde, von der allerdings nur einige Wortlisten erhalten sind. Die heute etwa 1.600 Einwohner Niuatoputapus sprechen Tongaisch.
Sprecherzahlen nach Ethnologue 2005 und dem unten angegebenen Weblink.

## Sprachliche Charakteristik
Typisch sind Lautsysteme mit nur wenigen, jedoch „klaren“ Vokalen und relativ wenigen Konsonanten, die Silben vom Typ Konsonant – Vokal bilden. Das Hawaiische ist mit 13 Phonemen unter den Sprachen mit den kleinsten Lautinventaren.
Innerhalb dieses Sprachtypus finden sich mannigfache Unterschiede zwischen den Idiomen der einzelnen Inselgruppen, die schon wiederholt zu dem Versuch einer Gruppierung der polynesischen Sprachen geführt haben.
Die Beziehungen des Polynesischen zu den übrigen austronesischen Sprachgruppen haben gezeigt, dass sich einige Idiome der indonesischen Sprachen auch in den polynesischen wiederfinden.
Im Tongaischen ist ein häufiger Wandel des /a/ zu /e/ vor /i/ (siehe Assimilation) zu beobachten, z. B. in fefine „Frau“, im Futuna fafine; häufig auch im Muna, z. B. in tehi „Meer“, im Māori tai.

### Lautentsprechungen
Die einzelnen polynesischen Sprachen haben nach bestimmten Lautgesetzen vor allem einzelne Konsonanten verändert. Das Māori ist lautlich am ursprünglichsten geblieben.
Φ bezeichnet einen bilabialen F-Laut, der von den Māori WH geschrieben wird. Der Apostroph (im Hawaiischen ʻOkina) bezeichnet den glottalen Verschlusslaut. NG ist der velare Nasallaut (wie in deutsch Hunger). W bezeichnet bilabiales W (wie im Englischen), V bezeichnet labiodentales W (wie im Deutschen):
Polynesische Lautentsprechungen
| Sprache    | K | T    | R | H    | Φ     | W | NG   |
| Māori      | K | T    | R | H    | WH, H | W | NG   |
| Marquesas  | K | T    | R | H    | F     | V | N, K |
| Tahiti     | ʻ | T    | R | H    | H, F  | V | ʻ    |
| Hawaii     | ʻ | K    | L | H    | H     | W | N    |
| Cookinseln | K | T    | R | ʻ    | ʻ     | V | NG   |
| Tonga      | K | T(s) | L | H    | F     | V | NG   |
| Samoa      | ʻ | T    | L | S, F | F     | V | NG   |
| Tuamotu    | K | T    | R | H    | F, H  | V | NG   |
| Mangareva  | K | T    | R | H    | H     | V | NG   |

(Tabelle nach Nevermann 1947)

### Polynesische Wortgleichungen
Die Wortgleichungen in der folgenden Tabelle zeigen die grundsätzlichen Ähnlichkeiten und Unterschiede verschiedener polynesischer Sprachen auf. Der Verwandtschaftsgrad der polynesischen Sprachen entspricht etwa dem zwischen Deutsch und Niederländisch oder Spanisch und Portugiesisch.
| Deutsch    | Tongaisch | Samoanisch | Rapanui                                                        | Tahitianisch   | Māori             | Hawaiisch     |
| ---------- | --------- | ---------- | -------------------------------------------------------------- | -------------- | ----------------- | ------------- |
| Himmel     | /laŋi/    | /laŋi/     | <raŋi> /ɾaŋi/ (= Himmel im physischen und im religiösen Sinne) | /ɾaʔi/         | /ɾaŋi/            | /lani/        |
| Nordwind   | /tokelau/ | /toʔelau/  | /tokeɾau/                                                      | /toʔeɾau/      | /tokeɾau/         | /koʔolau/     |
| Frau       | /fefine/  | /fafine/   | <vi'e> /viʔe/ /hahine/                                         | /vahine/       | /wahine/          | /wahine/      |
| Haus       | /fale/    | /fale/     | <hare> /haɾe/                                                  | /faɾe/         | /ɸaɾe/            | /hale/        |
| Verwandter | /motuʔa/  | /matua/    |                                                                | /metua/        | /matua/           | /makua/       |
| Elternteil |           |            | <matu'a> /matuʔa/                                              |                |                   |               |
| Mutter     | /faʔē/    | /tina:/    | <matu'a vahine> /matuʔa vahine/ <māmā> /ma:ma:/ <nua> /nua/    | /metua vahine/ | /ɸaea/            | /makuahine/   |
| Vater      | /tamai/   | /tama:/    | <pāpā> /pa:pa:/                                                | /metua ta:ne/  | /matua/, /pa:pa:/ | /makua ka:ne/ |

## Protopolynesisch
Als Protopolynesisch (PPN) wird eine rekonstruierte Ausgangssprache bezeichnet, aus der sich die polynesischen Sprachen entwickelten.